# 甘肃省监狱管理局
甘肃省监狱管理局，中华人民共和国甘肃省管理全省监狱的职能部门，负责主管甘肃全省监狱工作，为副厅级建制，由甘肃省司法厅管理。

## 沿革
1949年10月，甘肃省人民法院行政处设典狱科。1950年11月，移交公安部门管理，甘肃省公安厅于1951年2月设劳改处。1956年6月，成立甘肃省公安厅劳改工作管理局，同时还在酒泉、银川两地设劳改分局。
文化大革命期间，劳改局被撤销，在甘肃省保卫部设劳改组。1971年8月，设立甘肃省革命委员会劳改工作管理局。1973年8月，更名为甘肃省公安厅劳改工作管理局。1983年8月，全省劳动改造工作从省公安厅整建制划归省司法厅领导和管理。1984年8月，改称甘肃省劳改工作管理局。1994年12月更名为甘肃省监狱管理局。

## 组织机构
局机关设有办公室、狱政管理处、教育改造处、生活卫生装备处、财务国有资产管理处、规划基建处、劳动改造监管处、政治部、组织人事处、宣传教育处、离退休干部工作处、机关党委、纪委（监察室）、审计处、系统工会等职能部门。